# Babcock (Wisconsin)
Babcock statisztikai település az USA Wisconsin állam Wood megyéjében. Lakosainak száma 122 fő (2020. április 1.).

## Népesség
A település népességének változása:

| 2010 | 126 |
| 2020 | 122 |